# AIML
Az AIML, más néven Artificial Intelligence Markup Language (Mesterséges Intelligencia Jelölőnyelv) az XML egy dialektusa, ami természetes nyelvi inputra reagáló számítógépes beszélgető programok, úgynevezett csevegőprogramok készítésére alkalmas. A nyelv és az arra épülő program az úgynevezett pattern-response (kérdés-válasz) modell alapján előre megírt lehetőségek közül választ, egy ügyes programozó így azt az érzetet keltheti a felhasználóban, hogy értelmes lénnyel beszélget.

## Az AIML eredete
Az AIML XML-dialektust Richard Wallace fejlesztette ki 1995 és 2002 között. Eredetileg egy továbbfejlesztett és jelentősen kibővített Eliza program, az ALICE (Artificial Linguistic Internet Computer Entity) alapját képezte. A programmal Richard Wallace háromszor is megnyerte az évenként megrendezésre kerülő Loebner-díj versenyt, amelyet a legemberszerűbben kommunikáló számítógépes programnak ítélnek oda., és 2004-ben ő lett a Chatterbox challenge nyertese is.
Az eredeti A.L.I.C.E. AIML halmaz (a beszélőprogram "agya") GNU Általános Nyilvános Licenc, és mivel a legtöbb AIML fordító szabad szoftver vagy nyílt forráskóddal rendelkező szoftver, sok különböző program és még több halmaz létezik, ezek az úgynevezett Alicebot-klónok. AIML fordítók számos programnyelven íródtak, pl. Java, Ruby, Python, C++, C#, Pascal.

## Az AIML felépítése
Az AIML nyelv legfontosabb elemei a következők:

### Category
A category - kategória elem a beszélő program tudásának legalapvetőbb építőköve. Egy kategória legalább két további elemből áll, ezek a pattern és template elemek. A pattern jelöli azt a karaktersort, ami inputként, kérdésként értelmezhető, ez az a szó vagy mondat amire a robot válaszként a template elemben meghatározott karaktersort adja vissza, ami így felfogható outputnak, vagy válasznak.
Példa egy egyszerű kategóriára:
```
<category>

  
<pattern>
MI
 
A
 
NEVED
</pattern>

  
<template>
A
 
nevem
 
Bond.
</template>

</category>

```

A kategória betöltése után (ami a program indításakor, vagy a program futása közben is történhet) a program a Mi a neved? kérdésre azt fogja válaszolni: A nevem Bond.

### Pattern
Egy pattern elem akkor aktiválódik, ha a felhasználó által megadott karaktersornak pontosan megfelel. Például a
```
 MI A NEVED
```

pattern válaszát csak akkor kaphatjuk meg, ha pontosan ezt kérdezzük a géptől, és ha egyéb általánosító patternek nincsenek meghatározva, a Hogy hívnak? kérdésre nem fogunk választ kapni. Természetesen megoldható, hogy több különböző kérdésre is ugyanazt válaszolja a program, erről bővebben a template rész srai eleménél.
A pattern tartalmazhat helyettesítő elemet, ezt * (csillag) vagy _ (alsó vonás) jelöli. A következő pattern minden olyan inputra tud reagálni, ami "Mi a …" előtaggal kezdődik, és a "…" helyén levő karaktersorra van definiálva legalább egy válasz (kategória):
```
 MI A *
```

Mi a kedvenc ételed? - Mi a neved? - Mi a mája muja? …
Ezekben az esetekben a program csak akkor fog tudni válaszolni, ha meg van határozva, hogy mit válaszoljon arra az inputra, hogy
```
 KEDVENC ÉTELED - NEVED - MÁJA MUJA
```

### Template
A template az a válasz, amit a program az adott pattern-re ad. Egy template lehet nagyon egyszerű - pl: A nevem Bond., vagy tartalmazhat változókat: "A nevem <bot name="name"/>.", ami a csevegőprogram tulajdonságait meghatározó "személyiség"-fájlból behelyettesíti a bot nevét, vagy "Azt mondtad a kedvenc színed a <get name="user-favcol"/>.", ami a felhasználó kedvenc színét helyettesíti be, feltéve, hogy meg van határozva ez a változó, és van értéke.
Egy template lehet szöveges, tartalmazhat lista elemeket, vagy akár random válaszokat is:
```
<category>

 
<pattern>
MONDJ
 
EGY
 
SZÁMOT
</pattern>

  
<template>

   
<random>

    
<li>
1
</li>

    
<li>
6
</li>

    
<li>
327
</li>

    
<li>
2178
</li>

    
<li>
23
</li>

    
<li>
57
</li>

    
<li>
10638
</li>

    
<li>
227
</li>

   
</random>

  
</template>

</category>

```

A legtöbb esetben egy kérdést (inputot) nem csak egyféleképpen lehet megfogalmazni, ilyenkor lehet segítségünkre a srai elem, ami egy másik kategóriára irányítja a programot:
```
<category>

  
<pattern>
MI
 
A
 
NEVED
</pattern>

  
<template>
A
 
nevem
 
<bot
 
name=
"name"
/>
.
</template>

</category>

<category>

  
<pattern>
HOGY
 
HÍVNAK
</pattern>

  
<template>

    
<srai>
mi
 
a
 
neved
</srai>

  
</template>

</category>

```

Az első kategória a már ismert módon a bot tulajdonságai közül behelyettesíti a name (név) kategóriát. A Hogy hívnak kérdésre a program átirányítja magát a Mi a neved patternre, és az annak megfelelő választ adja. Ez különösen arra jó, hogy ha nem akarjuk ugyanazokat a válaszokat sokszor begépelni. példának álljon itt egy elköszönés:
```
<category>

 
<pattern>
VISZONTLÁTÁSRA
</pattern>

 
<template>

  
<random>

   
<li>
Viszlát!
</li>

   
<li>
Légy
 
jó!
</li>

   
<li>
Szia.
</li>

  
</random>

 
</template>

</category>

<category>

 
<pattern>
VISZLÁT
</pattern>

 
<template><srai>
VISZONTLÁTÁSRA
</srai></template>

</category>

<category>

 
<pattern>
MOST
 
MENNEM
 
KELL
</pattern>

 
<template><srai>
VISZONTLÁTÁSRA
</srai></template>

</category>

```

Bármelyik inputra (Viszontlátásra, Viszlát, Most mennem kell)
a bot a következő három válasz közül véletlenszerűen választ majd egyet: Viszlát, Légy jó!, Szia..

### külső kivatkozások
- aitools.org: AIML specifikáció, ingyenes AIML halmazok több nyelven, Program D
- alicebot.org: Richard Wallace "ALICE Foundation" nevű alapítványa

### Szabad vagy nyílt forráskódú AIML programok
Jelenleg is fejlesztik:
- RebeccaAIML (C++, Java, .NET/C#, Python, Eclipse AIML editor plugin)
- Program D (Java, J2EE)
- ChatterBean (Java)
- Program R (Ruby)
- Program Q (C++, Qt)
- AIMLbot (Program #) (.NET/C#)
- Program W (Java)
- CHAT4D[halott link] edit and run (delphi) (french)

Jelenleg nem fejlesztik:
- J-Alice (C++)
- libaiml (C++)
- Program E (PHP)
- Program N
- Program V (Perl)
- Program Y/PyAIML (Python)

### Néhány népszerű AIML alapú csevegőprogram
- Józsi Archiválva 2013. szeptember 2-i dátummal a Wayback Machine-ben Magyarul beszélő tanulásra képes chatbot(PHP)
- Az eredeti A.L.I.C.E.
- Dawnstar
- Ailysse
- Lilith
- Phile Knowledge
- Tina
- Cypher
- Chomsky - Wikipédia cikkeket is felhasználó csevegőprogram.
- iGod - Beszélgess Istennel.
- Kyle
- William Shakespeare
- Ailis
- Prelude - AIML alapú tanuló robot
- Mitsuku Archiválva 2008. december 5-i dátummal a Wayback Machine-ben
- - AIML alapú Eliza
- Netsbrain - Avatar készítő csevegőprogram interfészekhez.[halott link]

### AIML közösségek és tárhelyek
- A.I.Nexus
- Virtual Humans Forum
- AIML Forum
- AI Hub

### AIML források
- AutoAiml - Online AIML készítő program.
- TSL AIML Parser Chatbot Editor[halott link]
- GaitoBot AIML Editor
- MakeAiml